# 1601 en arts plastiques
| Années des arts plastiques : 1598 - 1599 - 1600 - 1601 - 1602 - 1603 - 1604    |
| Décennies des arts plastiques : 1570 - 1580 - 1590 - 1600 - 1610 - 1620 - 1630 |

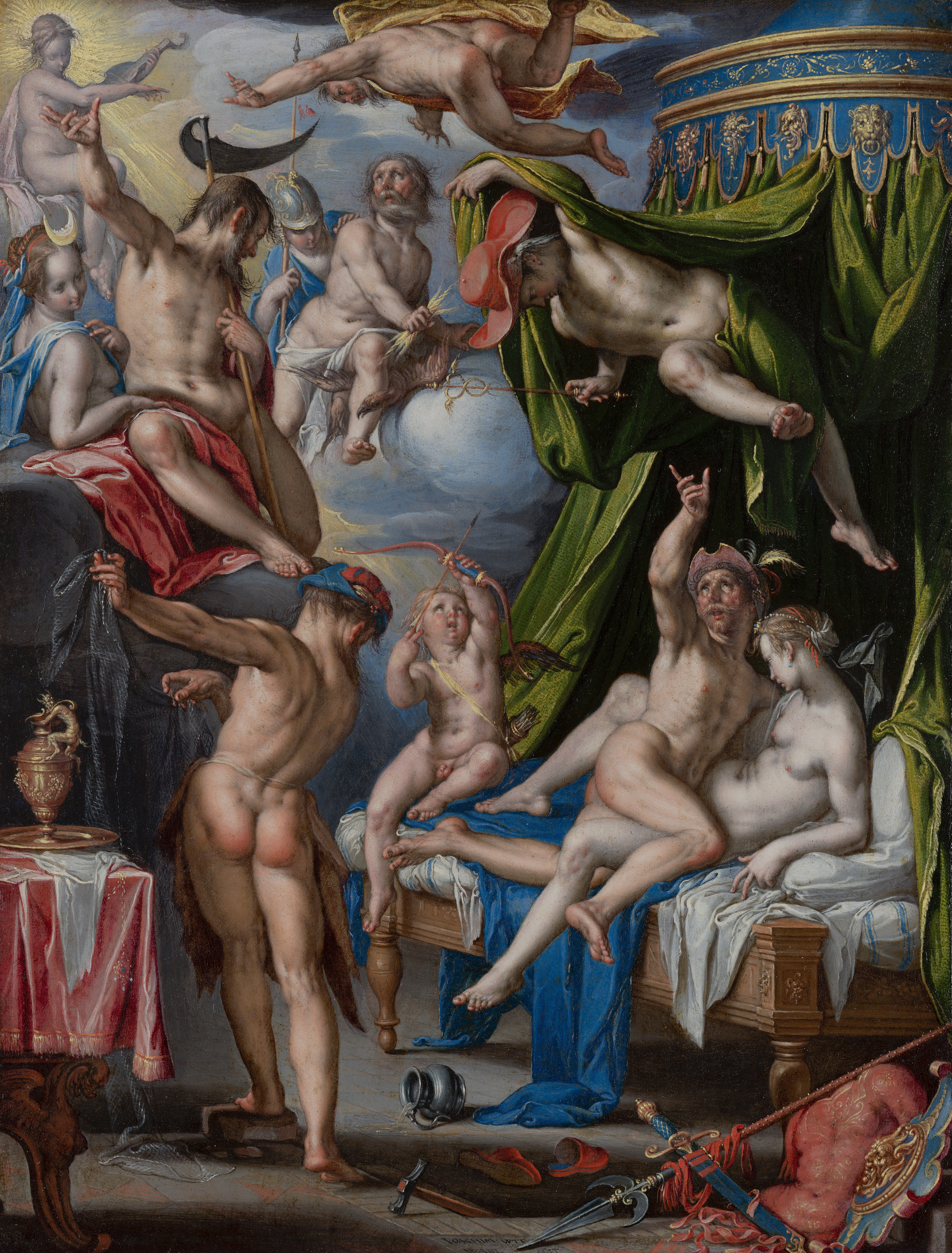
Vénus et Mars surpris par Vulcain, de Joachim Wtewael.

Cette page concerne l'année 1601 en arts plastiques.

## Naissances
- 19 janvier : Guido Cagnacci, peintre baroque italien († 1663),
- 19 mars : Alonso Cano, peintre, architecte et sculpteur du Siècle d'or espagnol († 3 octobre 1667),
- 28 avril : Michel van Lochom, graveur et éditeur flamand († 23 janvier 1647),
- 15 novembre : Cecco Bravo, peintre italien († 1661),
- Simon de Vlieger, peintre de marine néerlandais († 13 mars 1653),
- Vers 1601 :
  - Pieter de Bloot, peintre néerlandais († 1658),
  - Paulus Bor, peintre néerlandais († 10 août 1669),
  - Crijn Hendricksz Volmarijn, peintre hollandais († août 1645).

## Décès
- 5 mai : Jacob Willemsz Delff, peintre néerlandais (° 1550),
- 10 août : Giovanni Alberti, peintre italien (° 19 octobre 1558),
- 9 septembre : Joris Hoefnagel, enlumineur flamand (° 1542),
- ? :
  - Giovanni Maria Baldassini, peintre italien (° 1540),
  - Teodoro Ghigi, peintre maniériste italien (° 1536),
  - Paris Nogari, peintre italien (° vers 1536),
  - Hugues Sambin, menuisier, ébéniste et sculpteur, ingénieur hydraulicien et architecte français (° vers 1520),
  - Cesare Vecellio, peintre italien (° 1521).